# Specie di Chrysosplenium
Elenco delle specie di Chrysosplenium, con le sottospecie attualmente accettate:

## A

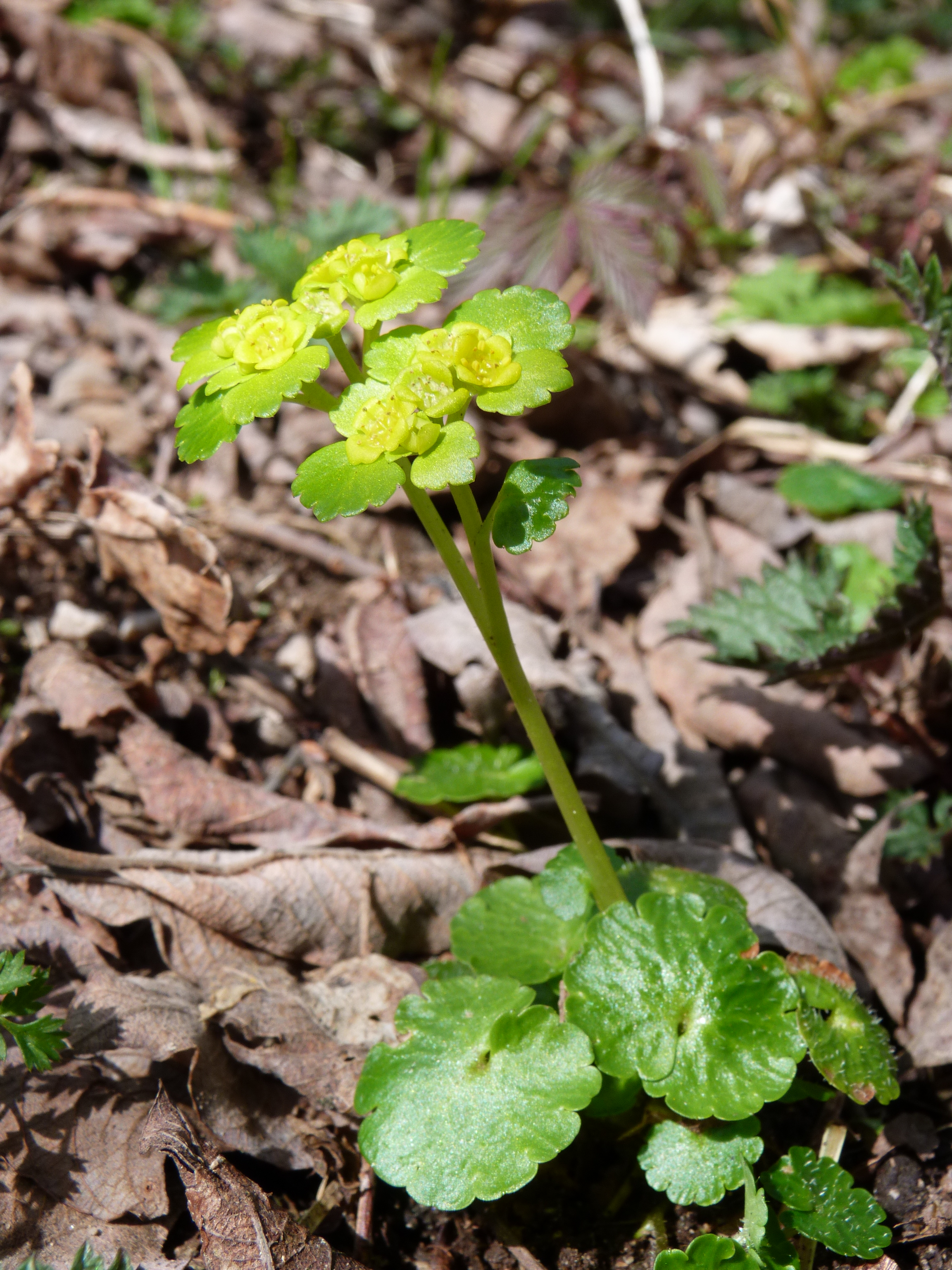
Chrysosplenium alternifolium.

- Chrysosplenium absconditicapsulum J.T.Pan
- Chrysosplenium albertii Malyschev
- Chrysosplenium album Maxim.
- Chrysosplenium alpinum (Schur) Schur
- Chrysosplenium alternifolium L.
  - Chrysosplenium alternifolium subsp. arctomontanum V.V.Petrovsky
- Chrysosplenium americanum Schwein. ex Hook.
- Chrysosplenium arunachalense Bhaumik
- Chrysosplenium aulacocarpum Ernst
- Chrysosplenium axillare Maxim.

## B
- Chrysosplenium baicalense Maxim.
- Chrysosplenium biondianum Engl.

## C
- Chrysosplenium carnosum Hook.f. & Thomson
- Chrysosplenium cavaleriei H.Lév. & Vaniot
- Chrysosplenium chinense (H.Hara) J.T.Pan

## D
- Chrysosplenium davidianum Decne. ex Maxim.
- Chrysosplenium delavayi Franch.
- Chrysosplenium dubium J.Gay ex Ser.

## E
- Chrysosplenium echinus Maxim.
- Chrysosplenium epigealum J.W.Han & S.H.Kang

## F
- Chrysosplenium fauriei Franch.
- Chrysosplenium filipes Kom.
- Chrysosplenium flagelliferum F.Schmidt
- Chrysosplenium flaviflorum Ohwi
- Chrysosplenium forrestii Diels
- Chrysosplenium funiushanensis S.Y.Wang
- Chrysosplenium fuscopuncticulosum Z.P.Jien

## G
- Chrysosplenium giraldianum Engl.
- Chrysosplenium glaberrimum W.T.Wang
- Chrysosplenium glechomifolium Nutt.
- Chrysosplenium glossophyllum H.Hara
- Chrysosplenium grayanum Maxim.
- Chrysosplenium griffithii Hook.f. & Thomson

## H
- Chrysosplenium hebetatum Ohwi
- Chrysosplenium hydrocotylifolium H.Lév. & Vaniot

## I

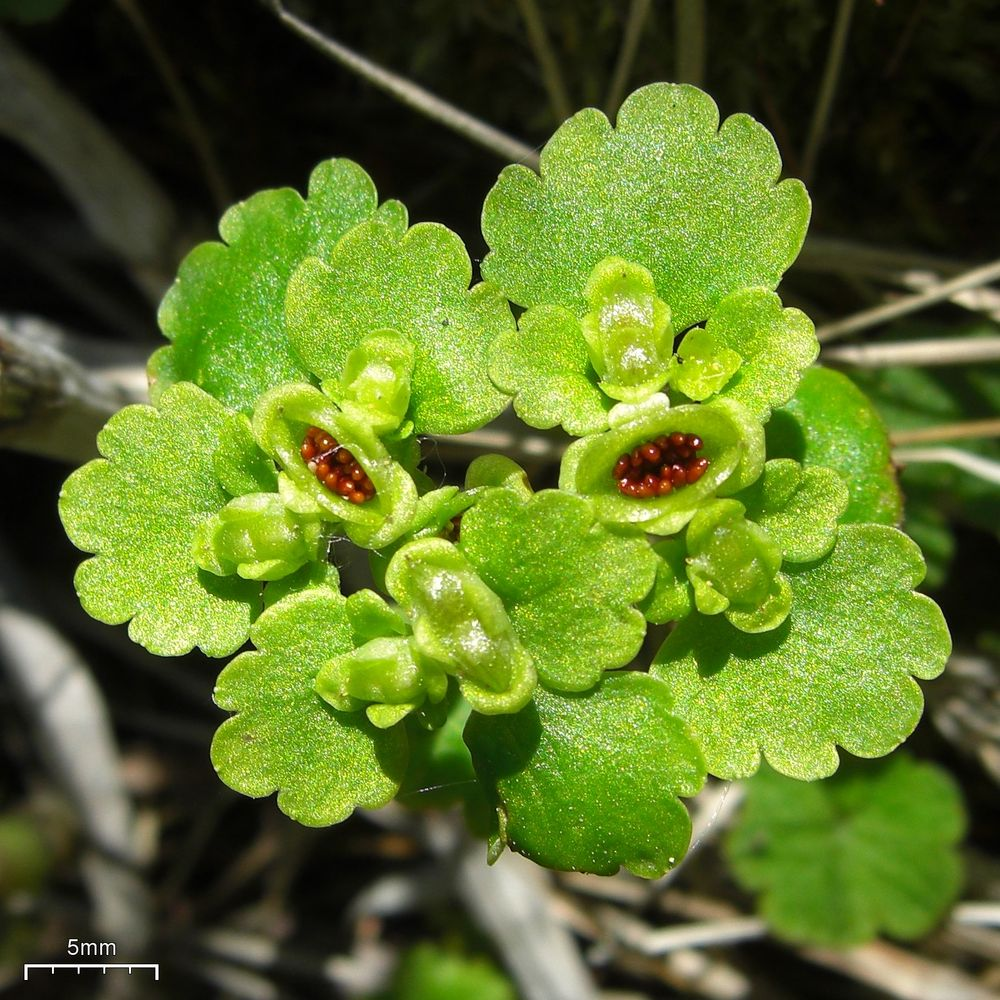
Chrysosplenium iowense.

- Chrysosplenium iowense.Chrysosplenium iowense Rydb.

## J
- Chrysosplenium japonicum (Maxim.) Makino
- Chrysosplenium jienningense W.T.Wang

## K
- Chrysosplenium kamtschaticum Fisch. ex Ser.
- Chrysosplenium kiotense Ohwi

## L
- Chrysosplenium lanuginosum Hook.f. & Thomson
- Chrysosplenium lectus-cochleae Kitag.
- Chrysosplenium lixianense Z.P.Jien ex J.T.Pan

## M
- Chrysosplenium macranthum Hook.
- Chrysosplenium macrophyllum Oliv.

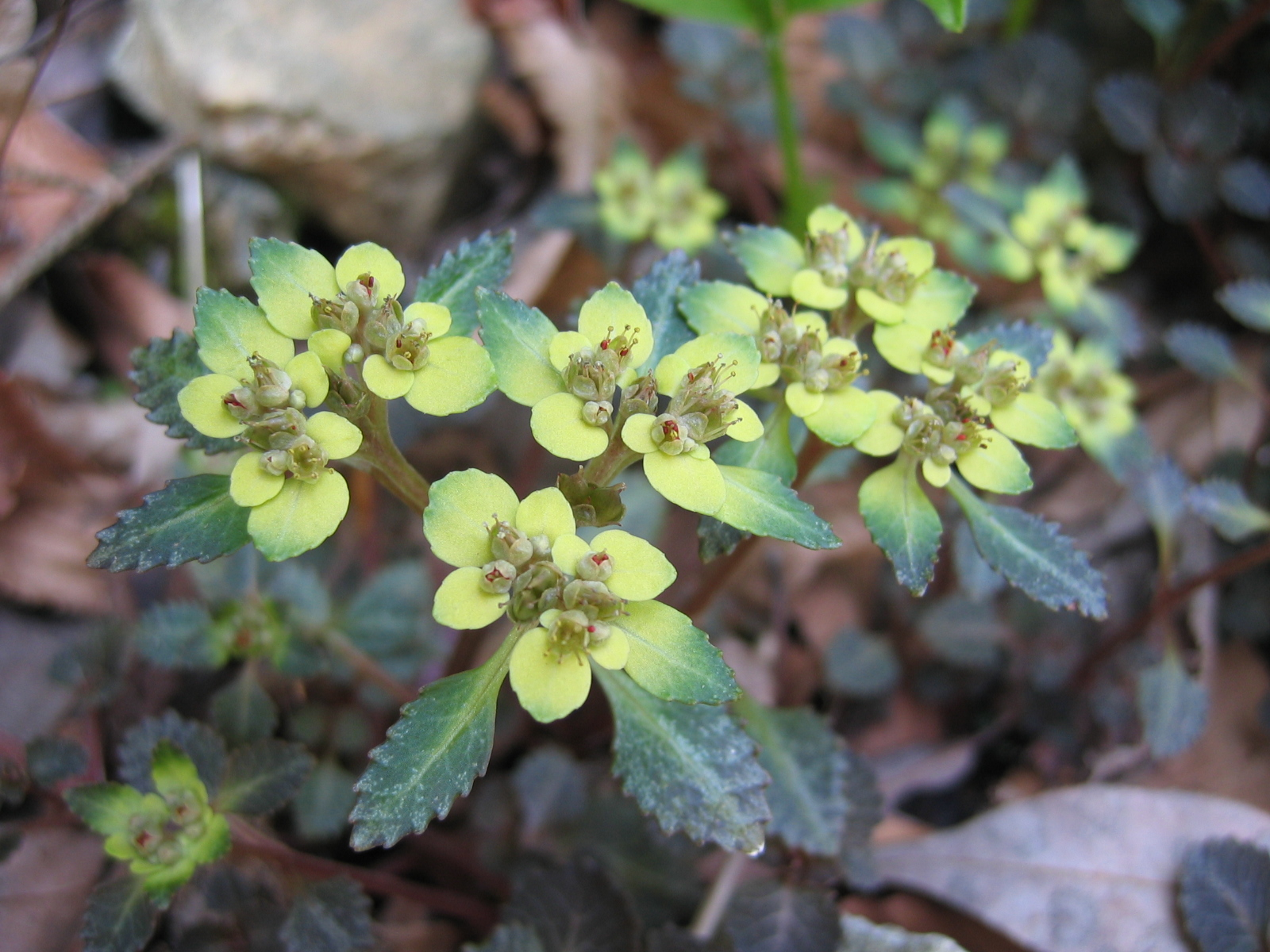
Chrysosplenium macrostemon.

- Chrysosplenium macrospermum Y.I.Kim & Y.D.Kim
- Chrysosplenium macrostemon Maxim. ex Franch. & Sav.
- Chrysosplenium maximowiczii Franch. & Sav.
- Chrysosplenium microspermum Franch.

## N
- Chrysosplenium nagasei Wakab. & H.Ohba
- Chrysosplenium nepalense D.Don
- Chrysosplenium nudicaule Bunge

## O
- Chrysosplenium oppositifolium L.
- Chrysosplenium ovalifolium M.Bieb. ex Bunge
- Chrysosplenium oxygraphoides Hand.-Mazz.

## P
- Chrysosplenium peltatum Turcz.
- Chrysosplenium pilosum Maxim.
  - Chrysosplenium pilosum subsp. schagae (Kharkev. & Vyschin) Vorosch.
- Chrysosplenium pseudopilosum Wakab. & Hid.Takah.

## Q
- Chrysosplenium qinlingense Z.P.Jien ex J.T.Pan

## R
- Chrysosplenium ramosissimum Y.I.Kim & Y.D.Kim
- Chrysosplenium ramosum Maxim.
- Chrysosplenium rhabdospermum Maxim.
- Chrysosplenium rimosum Kom.
  - Chrysosplenium rimosum subsp. dezhnevii Jurtzev
- Chrysosplenium rosendahlii Packer

## S
- Chrysosplenium sedakowii Turcz.
- Chrysosplenium serreanum Hand.-Mazz.
- Chrysosplenium sikangense H.Hara
- Chrysosplenium singalilense H.Hara
- Chrysosplenium sinicum Maxim.
- Chrysosplenium suzukaense Wakab., Hir.Takah. & Tomita

## T
- Chrysosplenium taibaishanense J.T.Pan
- Chrysosplenium tenellum Hook.f. & Thomson
- Chrysosplenium tetrandrum (N.Lund) Th.Fr.
- Chrysosplenium tosaense (Makino) Makino ex Sutô
- Chrysosplenium trichospermum Edgew. ex Hook.f. & Thomson

## U
- Chrysosplenium uniflorum Maxim.

## V
- Chrysosplenium valdivicum Hook.

## W

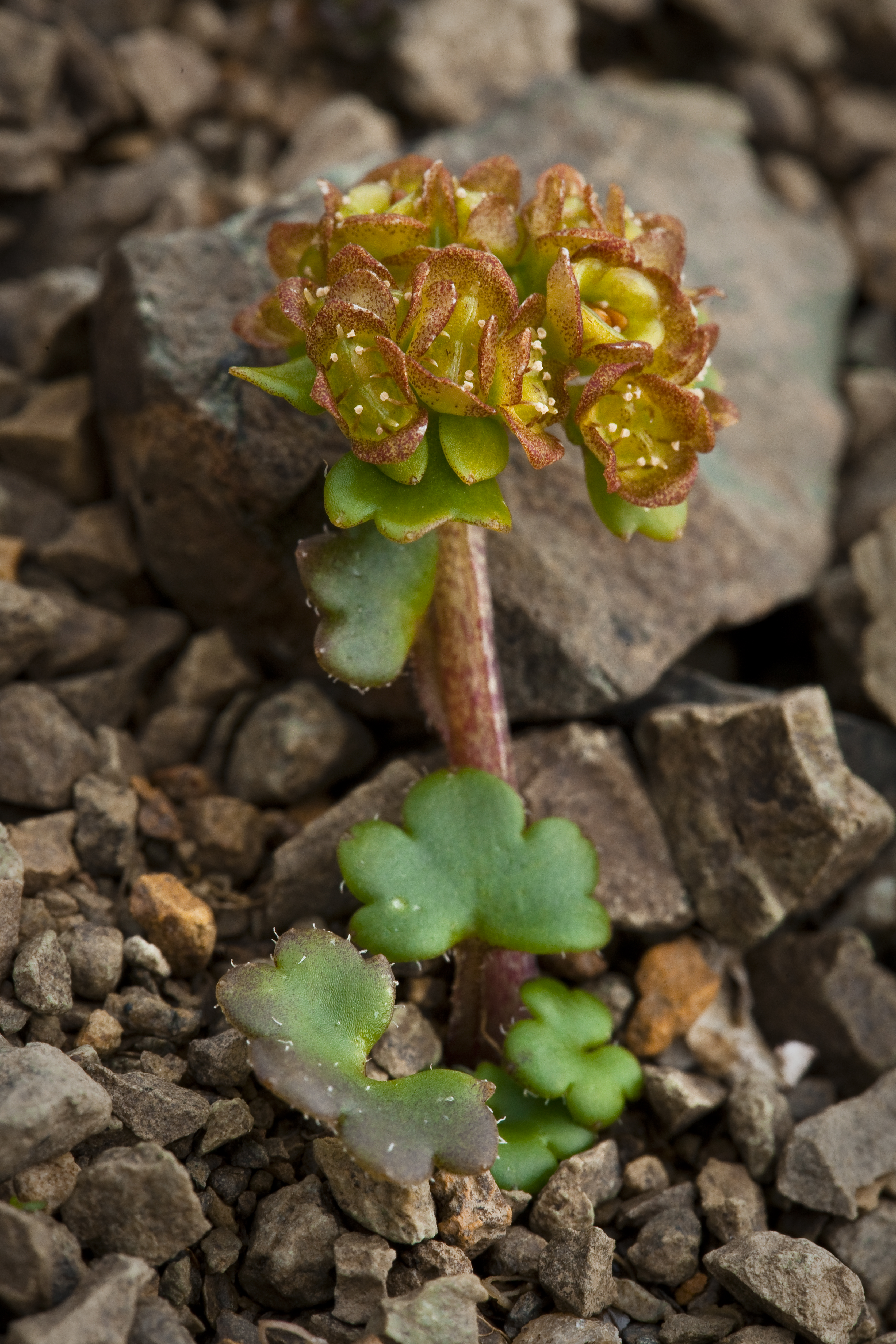
Chrysosplenium wrightii.

- Chrysosplenium woroschilovii Netsaeva
- Chrysosplenium wrightii Franch. & Sav.
  - Chrysosplenium wrightii subsp. saxatile (Khokhr.) Vorosch.
- Chrysosplenium wuwenchenii Z.P.Jien

## Z
- Chrysosplenium zhangjiajieense X.L.Yu, Hui Zhou & D.S.Zhou